# Magas-Börzsöny

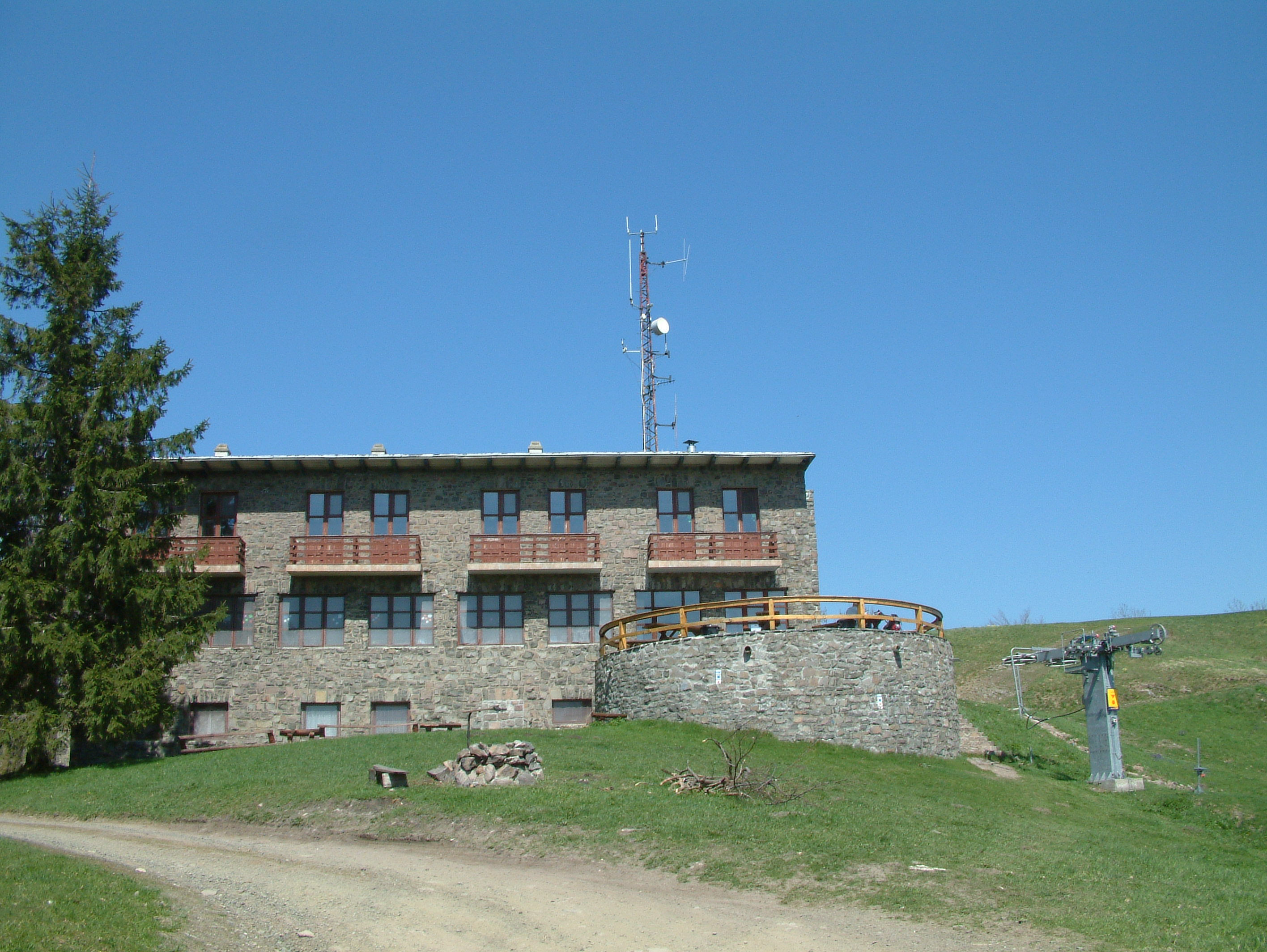
A Nagy-hideg-hegyi turistaház

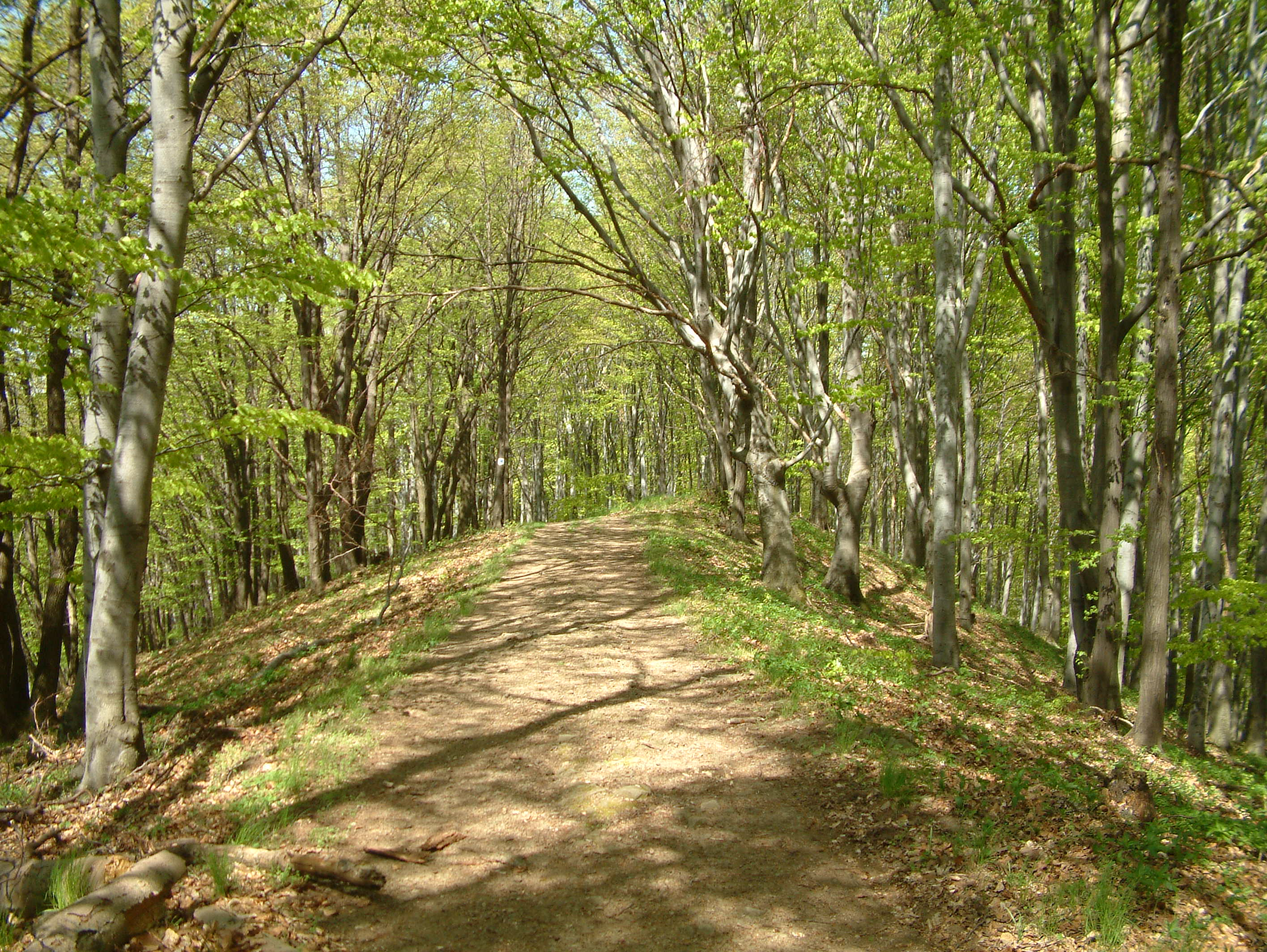
Erdei ösvény a Magas-Börzsönyben

A Magas-Börzsöny a Börzsöny hegység központi része: itt találhatók a Börzsöny legmagasabb csúcsai, köztük a 938 méter magas Csóványos. Területén található a Központi-Börzsöny nevű földrajzi kistáj.
Határa északon és keleten a Kemence-patak, nyugaton az Ipoly folyó völgye, délen a  Hosszú-völgy, illetve Kóspallag és Szokolya községek vonala. A Magas-Börzsöny fő gerince észak-déli elhelyezkedésű. A Kemence-pataktól, illetve a Csarna-völgytől indul, hossza 12 kilométer, fő csúcsai: Miklós-tető (724 méter), Magos-fa (916 m), Csóványos (938 m), Nagy-Hideg-hegy (864 m) és a Nagy-Inóc (826 m).
A Csóványostól legyező alakban észak és kelet felé oldalgerincek indulnak ki, 600-700 méter magas csúcsokkal. A Magas-Börzsöny völgyei mélyek, ezért a csúcsok magasnak látszanak. A völgyekben sok patak fut, települések kialakulására alkalmas fennsíkok azonban nincsenek. A vidék szinte lakatlan, érintetlen, a gyalogos turisták paradicsoma. A főgerinc környékén, 600 méteres magasságban több, mint 40 forrás fakad.
A Magas-Börzsöny 1998 óta a Duna–Ipoly Nemzeti Park része.
Szomszédos települések: Szokolya (Királyrét), Kóspallag, Nógrád.

## Földrajz
Keletkezési ideje szempontjából a vulkanikus eredetű Börzsöny legfiatalabb része. Nyugati és keleti szegélye a valamikori vulkáni kaldera peremének és külső lejtőinek maradványa. A vulkán a Csóványosnál mintegy 400 méterrel lehetett magasabb. A vulkáni kialakulásra utaló felszíni formák a Börzsönyön belül itt őrződtek meg legjobban. Erre utal a vidék vízrajza is. A Fekete-patak völgyében ágasan összetartóak a vízfolyások, a külső lejtőkön pedig szétszórt rajzolatúak. A vulkáni tevékenység mintegy 14 millió évvel ezelőtt maradt abba.
A Csóványos és a Nagy-Hideg-hegy törmelékes andezit agglomerátumai andezit-lávakőzetek sötétebb padjaival váltakoznak. A hegyek andezitje hol piroxén, hol amfibol ásvány szemcséiből tartalmaz többet.

### Élővilág
A növényzet (flóra) szempontjából a Magas-Börzsöny az északkeleti magyar hegységekhez tartozik, ezen belül a nógrádi flórajáráshoz. Itt húzódik sok mediterrán, szubmediterrán, atlantimediterrán és közép-európai növény elterjedésének északi határa. (A Dél-Börzsöny növényföldrajzilag már a Duna másik partján lévő Pilishez tartozik.) A Magas-Börzsöny hegyi jellegét mutató magas hegyvidéki dealpin, alhavasi és kárpáti fajok a Dél-Börzsönyben nem találhatóak meg.
A Dél-Börzsönynél erősebben tagolt, lejtői tipikusan északiak, így erdői zártabbak, szegény aljnövényzetűek. Kultúrterület, irtás alig van. Az északi lejtőkön már 250 méteres magasság felett, a déli lejtőkön 450-500 méteren zárt bükkösök kezdődnek, felettük magas kőris, hárs és hegyi juhar társulásai. Mivel a napsütés erős, a szelek pedig szárazak, fenyőöv nincs ezeken a hegyeken.